# منطقة سفر مشتركة
سي تي إيه؛ الإيرلندية:
هي منطقة حدود مفتوحة تضم المملكة المتحدة وجمهورية إيرلندا وجزيرة مان وجزر القنال. لا يتم تضمين أقاليم ما وراء البحار البريطانية. بناءً على الاتفاقيات غير الملزمة قانونًا، تخضع الحدود الداخلية للـ سي تي إيه للحد الأدنى من الضوابط ويمكن عادةً عبورها من قبل المواطنين البريطانيين والإيرلنديين مع الحد الأدنى من وثائق الهوية (مع استثناءات معينة) يتضمن الحفاظ على الـ سي تي إيه التعاون في شؤون الهجرة بين السلطات البريطانية والإيرلندية.
في عام 2014، بدأت الحكومتان البريطانية والإيرلندية نظامًا تجريبيًا للاعتراف المتبادل بتأشيرات بعضهما البعض للسفر إلى داخل منطقة سي تي إيه. اعتبارًا من يونيو 2016، ينطبق على المواطنين الصينيين والهنود ويقتصر على أنواع معينة من التأشيرات. يُطلب من الجنسيات الأخرى وأولئك الذين يحملون تأشيرات غير مؤهلة الحصول على تأشيرات منفصلة لزيارة كلا البلدين وقد لا يستفيدون من استثناء تأشيرة العبور إذا كانوا يرغبون في العبور عبر المملكة المتحدة إلى جمهورية إيرلندا.
منذ عام 1997، فرضت الحكومة الإيرلندية عمليات تفتيش منهجية للهوية على المسافرين جواً القادمين من المملكة المتحدة وفحصًا انتقائيًا للمسافرين عبر البحر، وفحص المعابر البرية بين الحين والآخر.
اتفاقية عام 1923
انفصلت الدولة الإيرلندية الحرة رسميًا عن المملكة المتحدة آنذاك لبريطانيا العظمى وإيرلندا في ديسمبر 1922، في وقت أصبحت فيه ضوابط جوازات السفر والهجرة المنهجية قياسية على الحدود الدولية. على الرغم من أن البريطانيين قد فرضوا قيودًا على الدخول في الماضي، لا سيما في أثناء الثورة الفرنسية، إلا أن فرض مثل هذه الضوابط في القرن العشرين يرجع إلى قانون الأجانب 1905، الذي كان نظامًا لتسجيل الأجانب الوافدين.
قبل إنشاء دولة إيرلندا الحرة، كان قانون الهجرة البريطاني مطبقًا في إيرلندا كجزء من المملكة المتحدة. مع الاحتمال الوشيك بانفصال معظم إيرلندا عن المملكة المتحدة في عام 1922، كانت وزارة الداخلية البريطانية غير راغبة في فرض ضوابط جوازات السفر والهجرة بين الدولة الإيرلندية الحرة وإيرلندا الشمالية، ما يعني القيام بدوريات في حدود برية مسامية ومتعرجة بطول 499 كم (310 ميل). ومع ذلك، إذا استمر وضع ما قبل عام 1922، فسيتعين على سلطات الهجرة الإيرلندية الجديدة الاستمرار في تطبيق سياسة الهجرة البريطانية بعد الاستقلال. أُنشئت وزارة الشؤون الداخلية في الدولة الإيرلندية الحرة المنشأة حديثًا لتكون متقبلة للاستمرار في الوضع الراهن وتم التوصل إلى اتفاق غير رسمي بهذا المعنى في فبراير1923: سينفذ كل جانب قرارات الهجرة الخاصة بالطرف الآخر، وسيتم تزويد السلطات الإيرلندية كذلك بنسخة من المخطوطة البريطانية المشبوهة (أو «الكتاب الأسود») لأي شخص غير مرغوب فيه في المملكة المتحدة.
تم النص على الاتفاقية في القانون البريطاني من خلال اعتبار الدولة الإيرلندية الحرة، التي كانت ذات سيادة، جزءًا من المملكة المتحدة لأغراض قانون الهجرة. تم تنفيذه بالكامل في عام 1925 عندما تم تمرير تشريع في كلتا الدولتين ينص على الاعتراف بشروط إقامة الطرف الآخر من الأجانب. يمكن اعتبار أن هذا كان النقطة الأهم في الـ سي تي إيه على الرغم من أنه لم يتم تسميته في ذلك الوقت لأنه كان بمثابة منطقة هجرة مشتركة. يمكن للأجنبي الذي جرى قبوله في إحدى الدول، ما لم يكن قبوله مشروطًا بعدم دخول الدولة الأخرى، السفر إلى الدولة الأخرى مع الحد الأدنى من المتطلبات البيروقراطية. في ديسمبر 1937، أعيدت تسمية الدولة الإيرلندية الحرة رسميًا باسم إيير.
تم تعليق سي تي إيه عند اندلاع الحرب العالمية الثانية في سبتمبر 1939، وفُرضت قيود على السفر بين جزر بريطانيا العظمى وإيرلندا. هذا يعني أن قيود السفر تنطبق حتى على الأشخاص الذين يسافرون داخل المملكة المتحدة إذا كانوا يسافرون من إيرلندا الشمالية إلى مكان آخر في المملكة المتحدة.
اتفاقية عام 1952
بعد الحرب، أعاد الإيرلنديون العمل بأحكامهم السابقة التي تسمح بحرية الحركة، لكن البريطانيين رفضوا القيام بذلك في انتظار الموافقة على "سياسة هجرة مماثلة" في كلتا الدولتين". ونتيجة لذلك، حافظ البريطانيون على ضوابط الهجرة بين جزر إيرلندا وبريطانيا العظمى حتى عام 1952، ما أدى إلى ذعر السكان الوحدويين في إيرلندا الشمالية. في أبريل 1949، ما كان يُعرف سابقًا بالدولة الإيرلندية الحرة غادر الكومنولث لتصبح جمهورية إيرلندا.
لم يُعلن عن أي اتفاق بشأن سياسة هجرة مماثلة في ذلك الوقت، ولكن بعد مرور عام على إشارة وزير العدل الإيرلندي إلى رفع ضوابط الهجرة بين الجزيرتين على أنه «أمر يخص البريطانيين أنفسهم»، بدأ البريطانيون في الإشارة إلى سي تي إيه في التشريع لأول مرة. نُص على محتوى الاتفاقية في قانون الهجرة ذي الصلة. تعني سي تي إيه أن جمهورية إيرلندا مطالبة باتباع التغييرات في سياسة الهجرة البريطانية. كان هذا ملحوظًا في عام 1962 عندما جرى تغيير القانون الإيرلندي استجابة لقانون الكومنولث للمهاجرين لعام 1962، الذي فرض ضوابط الهجرة بين المملكة المتحدة ودول الكومنولث، بينما في إيرلندا، حل أمر الأجانب لعام  1962محل الحكم السابق للدولة الذي يعفي جميع الرعايا البريطانيين من مراقبة الهجرة. مع استثناء واحد فقط أولئك الذين ولدوا في المملكة المتحدة. كان نطاق الحكم الإيرلندي أكثر تقييدًا بكثير من التشريع البريطاني لأنه استثنى من مراقبة الهجرة فقط المواطنين البريطانيين المولودين في المملكة المتحدة، وفرض ضوابط على الهجرة على المولودين خارج المملكة المتحدة. شملت المجموعة الأخيرة الأفراد الذين كانوا مواطنين بريطانيين بالنسب أو بالولادة في مستعمرة بريطانية. لم يُحل هذا التناقض بين تعريف بريطانيا وجمهورية إيرلندا للمواطن البريطاني حتى عام 1999.
اقتراح عام 2008
في يوليو 2008، نشرت وكالة الحدود البريطانية (سلف التأشيرات والهجرة في المملكة المتحدة) ورقة استشارية حول سي تي إيه تتوخى فرض ضوابط على الهجرة لغير مواطني سي تي إيه، وتدابير جديدة للتحقق من هوية مواطني سي تي إيه، وكذلك نظام معلومات مسبق عن الركاب، على جميع المعابر الجوية والبحرية بين جزر إيرلندا وبريطانيا العظمى.
بينما اقتُرح تطبيق ضوابط جوازات السفر على المسافرين بين بريطانيا العظمى وجمهورية إيرلندا، لم تكن طبيعة ضوابط الهوية المحتملة بين بريطانيا العظمى وإيرلندا الشمالية واضحة. أدى هذا إلى الجدل لأن إيرلندا الشمالية جزء من المملكة المتحدة، حيث وصف أحد النقابيين البارزين الترتيبات المقترحة بأنها «غير محتملة وغير معقولة». جرى تمييز طبيعة عمليات التحقق من الهوية بين إيرلندا الشمالية وبريطانيا العظمى من قبل الحكومة البريطانية.